# Lluís XVI de França
Lluís XVI (Versalles, 23 d'agost de 1754 - París, 21 de gener de 1793), va ser rei de França i de Navarra des de 1774 fins a 1792, copríncep d'Andorra (1774-92) i duc de Berry (1754-74). Suspès i arrestat durant la insurrecció del 10 d'agost, va ser jutjat per la Convenció Nacional, considerat culpable de traïció i guillotinat el 21 de gener de 1793.
Estimat pel poble durant els seus primers anys de regnat, la seva indecisió i conservadorisme va portar la gent a rebutjar-lo i acusar-lo de la tirania de l'Antic Règim. Després que fos destronat, la Convenció Nacional li va assignar el cognom Capet (en referència a Hug Capet, a qui es considerava avantpassat dels reis de França), i va passar a ser anomenat "Lluís Capet" en un intent de banalitzar el seu estatus de rei.

## Primers anys
En el moment del seu naixement, al futur Lluís XVI li fou posat el nom de Lluís August i li va ser concedit el títol de duc de Berry. Els seus pares eren el Delfí Lluís, l'únic fill de Lluís XV de França, i la princesa Maria Josepa de Saxònia, segona esposa del Delfí i filla d'August III de Polònia, príncep de Saxònia i rei Polònia.
Lluís August va tenir una infantesa difícil perquè, en un principi, els seus pares concentraren la seva atenció en el seu germà gran, Lluís duc de Borgonya, el qual, però, va morir a l'edat de deu anys el 1761, moment a partir del qual els seus pares encara es distanciaren més d'ell. Malgrat tot, Lluís August fou un bon estudiant, amb força interès per la història de la Gran Bretanya i per l'astronomia; sovint se n'anava de cacera amb el seu avi, Lluís XV de França i tenia bona relació amb els seus germans petits: Lluís Estanislau, comte de Provença i Carles Felip, comte d'Artois.
Arran de la mort del seu pare (1765), Lluís August va esdevenir Delfí, és a dir, hereu de la Corona; després de la mort de la seva mare (1767), se'n va fer càrrec la seva àvia, la reina Maria Leszczyńska, la qual, però, va morir el 1768; aleshores, de la seva educació se'n cuidaren les seves ties solteres Adelaida, Victòria, Sofia, i Lluïsa Maria, conegudes col·lectivament com a Mesdames Tantes.
El 16 de maig de 1770 Lluís August va casar-se amb l'arxiduquessa Maria Antonieta d'Àustria, filla de Francesc I, emperador romanogermànic i de Maria Teresa I d'Àustria, amb qui va tenir quatre fills:
- SAR la princesa Maria Teresa de França, duquessa d'Angulema nascuda el 1778 a Versalles i morta el 1844 a Viena. Es casà el 1799 amb el seu cosí germà el príncep Lluís Antoni de França, duc d'Angulema, fill gran del comte d'Artois.
- SAR el príncep Lluís Josep de França nat el 1781 i mort el 1789.
- SM el rei Lluís XVII de França nat a Versalles el 1785 i mort el 1795 en un lloc desconegut. Fou rei titular de França des del 1792 fins al 1795.
- SAR la princesa Sofia Beatriu de França nascuda a Versalles el 1786 i morta el 1787.

## Personalitat
A causa de la seva actitud envers la cort, durant bastant temps s'ha mantingut la imatge de Lluís XVI com un pobre babau, manipulat pels seus consellers, preocupat només per anar de cacera i dedicar-se només al seu hobby de la fusteria. Aquesta beneiteria que sovint se li atribueix s'explica parcialment per la seva gran miopia que l'aïllava del món, i que, sobretot, li dificultava reconèixer els seus interlocutors. En realitat, Lluís XVI fou un príncep instruït amb coneixements d'història, geografia, navegació i ciències, i a més fou el primer rei de França capaç de parlar correctament l'anglès.
Una de les seves principals preocupacions fou reforçar la marina francesa per combatre el domini marítim britànic i, així, fer la revenja del desastrós Tractat de París que havia posat fi a la Guerra dels Set Anys (1756-1763); per això, va donar suport a la Revolució Americana.
D'ençà dels temps de Lluís XIV, la noblesa havia quedat sotmesa al poder de la cort reial, on havien de viure en un sistema basat en un complex cerimonial i una rígida etiqueta que girava al voltant de la figura del rei, al servei del qual havia d'estar. Per això, l'estatus d'un noble es valorava segons les recompenses i honors que rebia del monarca.
Igual com abans Lluís XV, Lluis XVI no s'hi trobava bé en aquest esquema; i, així, per trencar amb la imatge autoritària i hieràtica de Lluís XIV, va intentar donar la imatge d'un home senzill en la línia dels dèspotes il·lustrats europeus com ara Frederic II de Prússia. Fou a causa, doncs, del seu rebuig a integrar-se en el sistema de cort dissenyat per Lluís XIV, que els nobles se'n formaren una mala imatge, ja que, privant la noblesa del seu habitual paper cerimonial, Lluís XVI la desposseïa del seu estatus social.
També es considera que, a causa del seu benevolent caràcter, Lluís XVI no va usar la força contra la Revolució quan hauria tingut l'oportunitat de fer-ho.

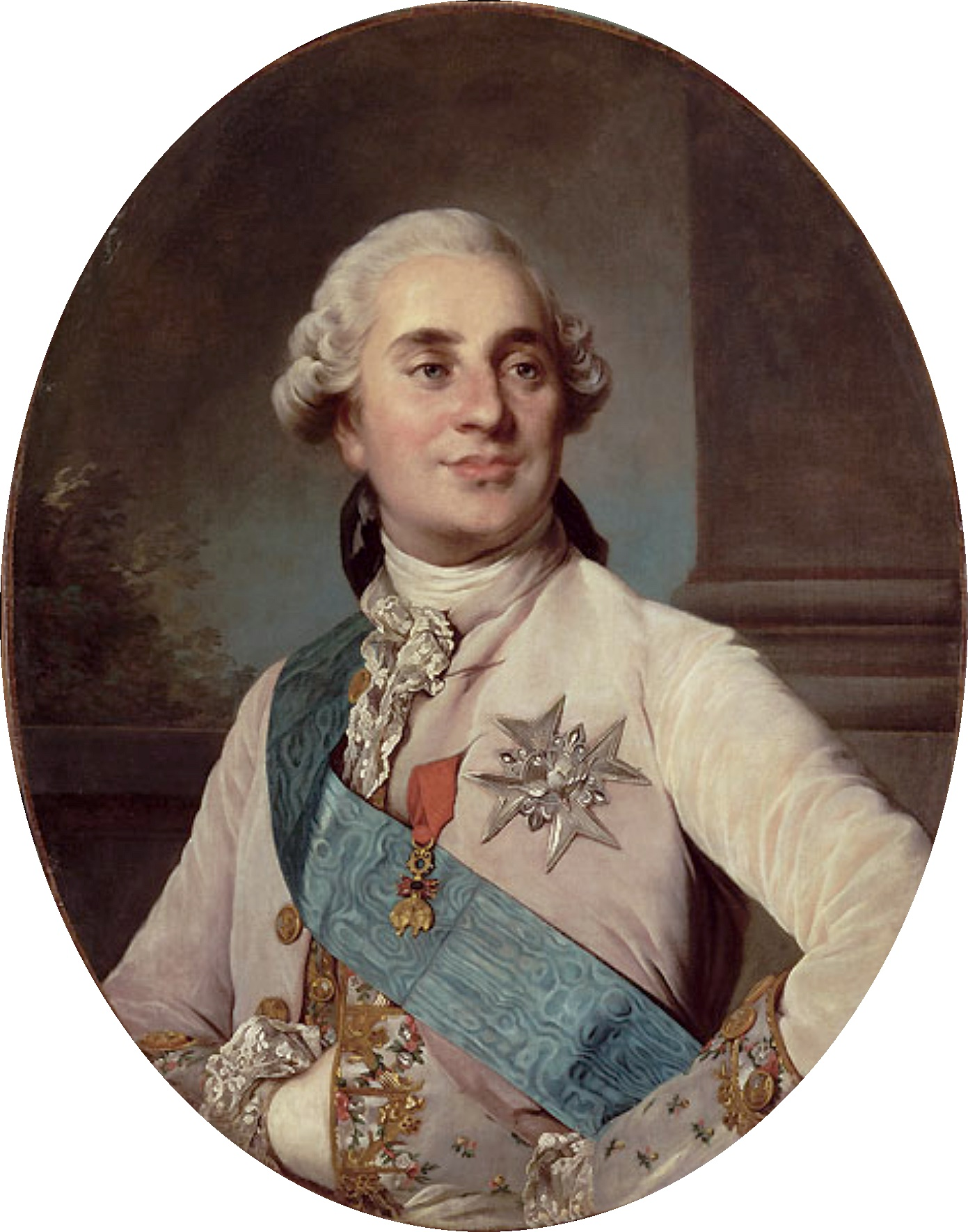
Lluís XVI

## Regnat 1774-1792

### Abans de la Revolució
El 1774, amb només vint anys, Lluís XVI va heretar la corona del seu avi Lluís XV; aleshores, les finances públiques estaven en dèficit i, a més, es notava un creixent rebuig cap al despotisme monàrquic; per això, el nou rei va intentar guanyar-se l'estimació del poble restablint els parlaments; d'altra banda, va nomenar un expert conseller Jean-Frédéric Phélypeaux, comte de Maurepas qui, fins a la seva mort el (1781), va encarregar-se de prendre decisions importants.

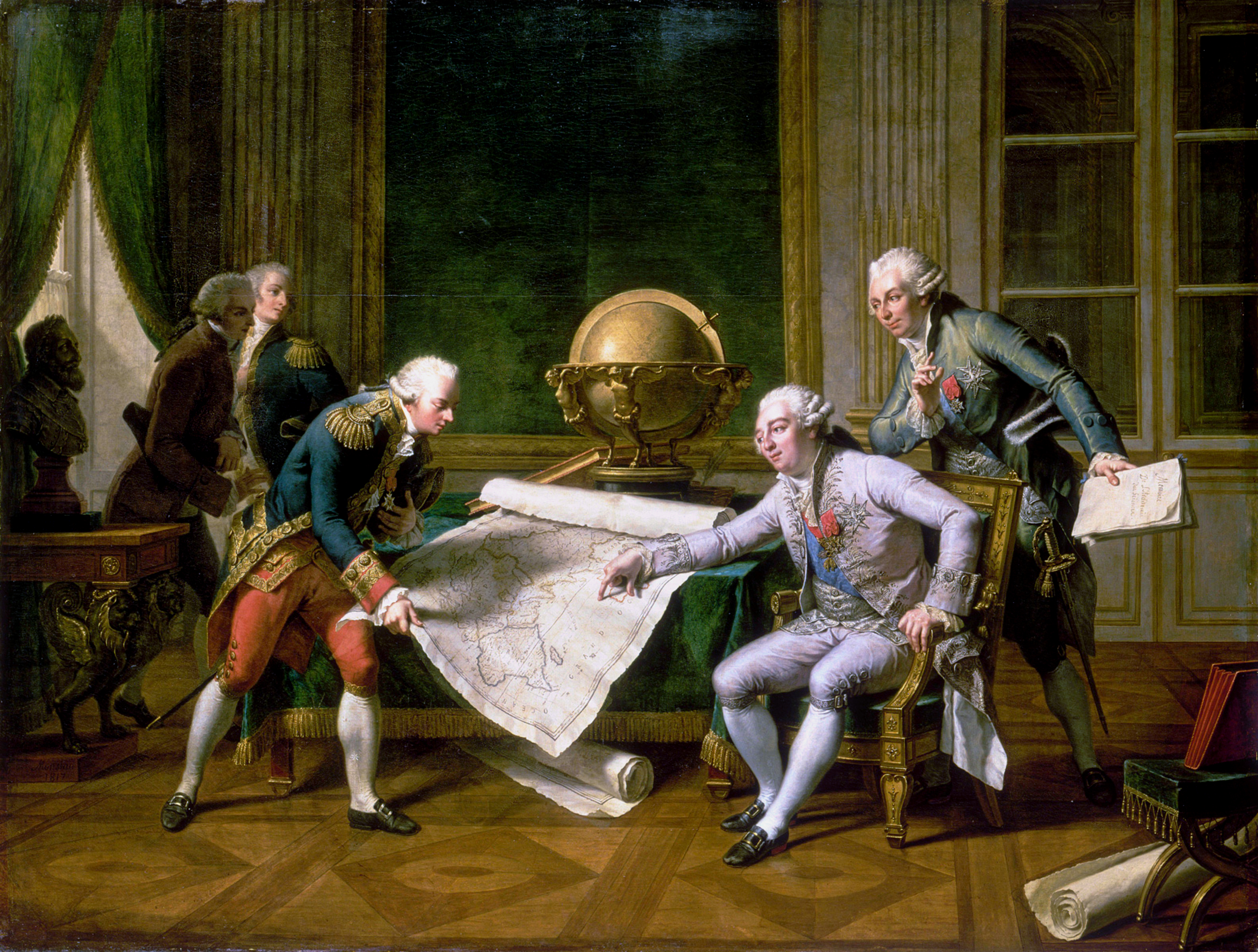
Lluís XVI donant instruccions al capità La Pérouse per al viatge d'exploració al voltant del món.

La noblesa va rebutjar les mesures radicals de reforma tributària i financera proposades per Turgot i Malesherbes, les quals foren bloquejades pels parlaments, que insistien que el rei no tenia pas dret a establir nous impostos. Per això, Turgot va ser destituït el 1776 i Jacques Necker ocupà el seu lloc. Necker va donar suport a la Revolució Americana i desenvolupà una política de demanar préstecs a l'estranger abans que establir nous impostos. Quan aquesta política va fracassar, el 1783 Lluís XVI el destituí i va substituir-lo per Charles Alexandre de Calonne, qui va incrementar la despesa pública per evitar l'endeutament; com que aquesta política també va fracassar, el 1787 el rei va convocar l'Assemblea de Notables per discutir-hi una nova reforma fiscal proposada per Calonne. Quan els nobles van ser informats de la quantia del deute, van rebutjar del tot el pla. Aleshores, Lluís XVI va perdre legitimitat per governar com a monarca absolut, cosa que el feu caure en una depressió.
Davant la crisi institucional, va començar a demanar-se la convocatòria dels Estats Generals de França, que no s'havien reunit des del 1614, petició a la qual Lluís XVI accedí el maig del 1789 amb l'esperança d'obtenir-ne l'aprovació de les seves reformes fiscals. Aquest fou, però, l'origen de la Revolució Francesa que començà el juny del 1789 quan el Tercer Estat es declarà Assemblea Nacional; els intents del rei de controlar-la van dur al Jurament del jeu de paume (20 de juny del 1789) i a la proclamació de l'Assemblea Nacional Constituent el 9 de juliol, i així, el poder va passar del rei a l'Assemblea. La presa de la Bastilla (14 de juliol del 1789) va simbolitzar la victòria de la monarquia constitucional democràtica sobre l'absolutisme de Lluís XVI.

### Durant la Revolució
El 5 d'octubre del 1789, incitada pels revolucionaris, una turba de dones de les classes populars de París van marxar cap al Palau de Versalles; durant la nit, van aconseguir entrar-hi i intentaren matar la reina, una persona odiada per la vida frívola que se li atribuïa. Els manifestants obligaren Lluís XVI i la família reial a traslladar-se a París, on s'instal·laren al Palau de les Teuleries. Aleshores, però, Lluís XVI va conservar una gran popularitat i acceptà les reformes socials, polítiques i econòmiques decretades per l'Assemblea Constituent. Tanmateix, avui dia, alguns estudiosos apunten que, arran del trasllat de Versalles a París, Lluís XVI va començar a patir greus atacs de depressió que el deixaven mentalment paralitzat en una indecisió total. Durant aquestes crisis, era la impopular Maria Antonieta qui prenia les decisions polítiques.
Naturalment, les idees revolucionàries de sobirania popular s'oposaven frontalment als principis de l'absolutisme monàrquic del dret diví dels reis i de l'aliança del tron i de l'altar, els quals, fins aleshores, havien representat la tradició del govern francès. Per això, en moltes àrees rurals la Revolució era rebutjada igual com també eren contràries a les noves idees les monarquies europees. Per altra banda, a mesura que la Revolució s'anava radicalitzant, alguns dels que, en un principi, li havien donat suport començaren a distanciar-se'n, tal com fou el cas de Mirabeau qui, secretament, va conspirar per restaurar el poder de la monarquia en una nova forma constitucional; tanmateix, la sobtada mort de Mirabeau i les crisis depressives de Lluís XVI avortaren aquests projectes.
Lluís XVI no era pas tan reaccionari com els seus germans el comte de Provença i el comte d'Artois, per la qual cosa, tant públicament com en privat, va ordenar-los deixar estar els seus projectes de contracops, projectats, sovint, per mitjà del seu secretament nomenat regent l'exministre Brienne. Ara bé, el rei va tenir en diverses ocasions topades amb l'Assemblea, sovint per qüestions relacionades amb el tractament que se li donava a ell i a la seva família; així, Lluís XVI es queixava del fet d'haver de viure gairebé com un presoner a les Teuleries, on Maria Antonieta havia de tenir guàrdies revolucionaris fins i tot al seu dormitori quan hi dormia, i per l'obligació que els capellans al servei del Palau haguessin de ser necessàriament clergues constitucionals.

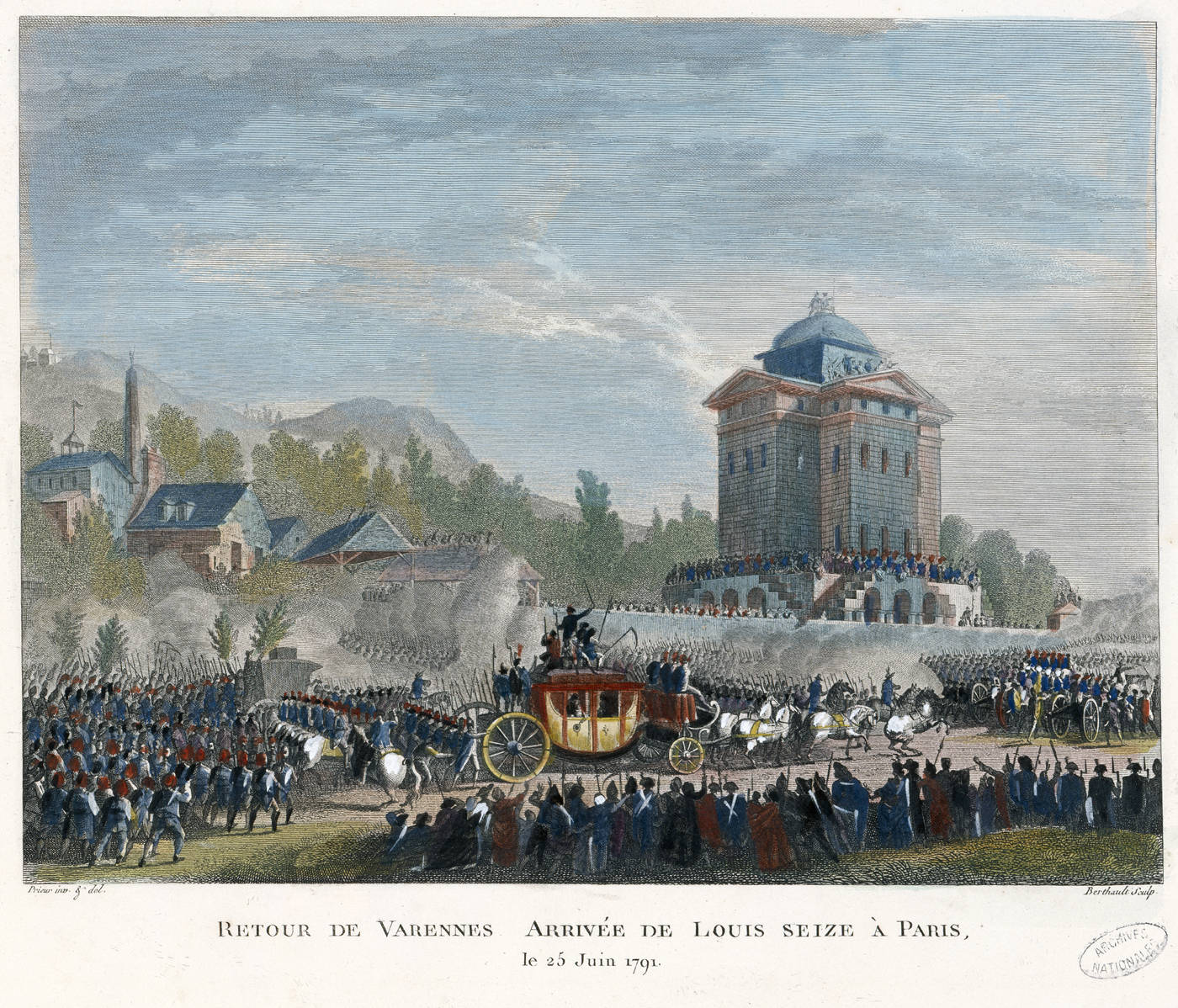
Retorn de la família reial a París després de la seva captura a Varennes.

Durant la nit del 20 al 21 de juny del 1791, va tenir lloc la fugida a Varennes en què, disfressat de criat, Lluís XVI va fugir secretament amb la seva família amb la intenció d'atènyer la fortalesa reialista de Montmédy, situada a la frontera nord-oriental de França, per així imposar un gir moderat a la Revolució. Després que fossin identificats i detinguts a Varennes, van haver de retornar a París el 25 de juny al capvespre quedant confinats al Palau de les Teuleries. Els parisencs, silenciosos i hostils, restaren per primer cop, davant del rei, sense treure's el barret. L'Assemblea Nacional Constituent va acordar que el rei podria ser restaurat al poder si acceptava la constitució, però diverses faccions de París com els cordeliers i els jacobins no hi estaven d'acord, i això va provocar una protesta al Camp de Mart; la protesta es va tornar violenta, resultant en la Massacre del Camp de Mart el 17 de juliol. Les potències europees, espantades pels successos revolucionaris, van decidir intervenir i el 27 d'agost de 1791, l'emperador Leopold, germà de la reina, i el rei Frederic Guillem II de Prússia, després d'haver consultat nobles francesos emigrats, promulgaren la declaració de Pilnitz, segons la qual, els monarques europeus es mostraven interessats en la protecció de Lluís XVI i la seva família, i, vagament, s'hi amenaçava amb greus conseqüències si els passava res. Per la banda francesa, la guerra fondrà la causa revolucionària amb la nacional. Davant l'esclat bèl·lic les visions seran oposades: Robespierre la tem, el rei la desitja, els girondins confien a estendre la croada revolucionària a Europa i els més moderats creuen que la guerra estabilitzarà el règim.
El 3 de setembre del 1791 s'acabà la redacció de la Constitució, precedida per la Declaració de Drets de l'Home i del Ciutadà. La Constitució sentenciava que el rei només tindria el títol de Rei dels Francesos, fet «acceptat» pel rei el 13 de setembre del 1791, jurant fidelitat a la constitució l'endemà. Lluís XVI ja no era rei per la Gràcia de Déu, sinó una mena de representant del poble. Aleshores, l'Assemblea Constituent va dissoldre's i s'elegí una Assemblea Legislativa.
A més de l'enfrontament ideològic amb la resta d'Europa, la política exterior francesa s'havia d'enfrontar també a altres problemes com ara la qüestió dels dominis austríacs a Alsàcia, l'agitació contrarevolucionària dels nobles emigrats a l'estranger, que tenia lloc, principalment als Països Baixos Austríacs i en alguns petits estats del Sacre Imperi Romanogermànic. Per tot això, després d'haver escoltat tot el memorial de greuges presentat pel ministre d'afers estrangers Charles François Dumouriez i comptant amb el suport de Lluís XVI, el 20 d'abril del 1792, l'Assemblea Legislativa va declarar la guerra a l'Imperi. Dumouriez havia planejat la invasió dels Països Baixos austríacs, on comptava que la població local s'alcés contra el domini austríac. Tanmateix, la Revolució havia desorganitzat l'exèrcit i les forces reclutades, a més de ser insuficients, resultaren indisciplinades, ja que, al primer senyal de batalla, va produir-se una deserció en massa i, en alguns casos, els soldats assassinaren els seus generals.
Mentre, les forces prussianes, dirigides per Carles Guillem Ferran, el Duc de Brunswick, van concentrar-se a Coblença, a prop del Rin. El juliol del 1792, els exèrcits del duc de Brunswick van prendre amb facilitat les fortaleses de Longwy i Verdun. Aleshores, el 25 de juliol, el duc va emetre una proclama dita el Manifest de Brunswick, escrita per l'emigrat Príncep de Condé, on es declarava que la intenció dels austríacs i dels prussians era restablir el rei en la seva total autoritat i amenaçava a considerar qualsevol persona o població que se'ls oposés com a rebels a ser condemnats a mort sota la llei marcial. Ara bé, contràriament al que els seus promotors havien esperat, el Manifest de Brunswick va comprometre encara més la feble posició de Lluís XVI a París, ja que el manifest fou vist per molts com la prova concloent de l'entesa del rei amb les potències estrangeres. Així s'arribà a la insurrecció del 10 d'agost del 1792 en què les turbes de París, amb el suport de la Comuna insurreccional, prengueren el Palau des Tuleries, amb la qual cosa, Lluís XVI i la seva família hagueren d'acudir a la cambra de l'Assemblea Legislativa a demanar-hi protecció.

## El procés
El 10 d'agost del 1792, l'Assemblea Legislativa declarà Lluís XVI suspès en les seves funcions; fou la nova Convenció Nacional la que el destronà el 21 de setembre de 1792 en proclamar la República a França. D'altra banda, quan hi havia anat a demanar protecció, l'Assemblea Legislativa havia assignat a Lluís XVI el Palau de Luxemburg com a nova residència; ara bé, la Comuna de París va aconseguir que el 13 d'agost el rei i la família reial fossin empresonats a la Torre del Temple.

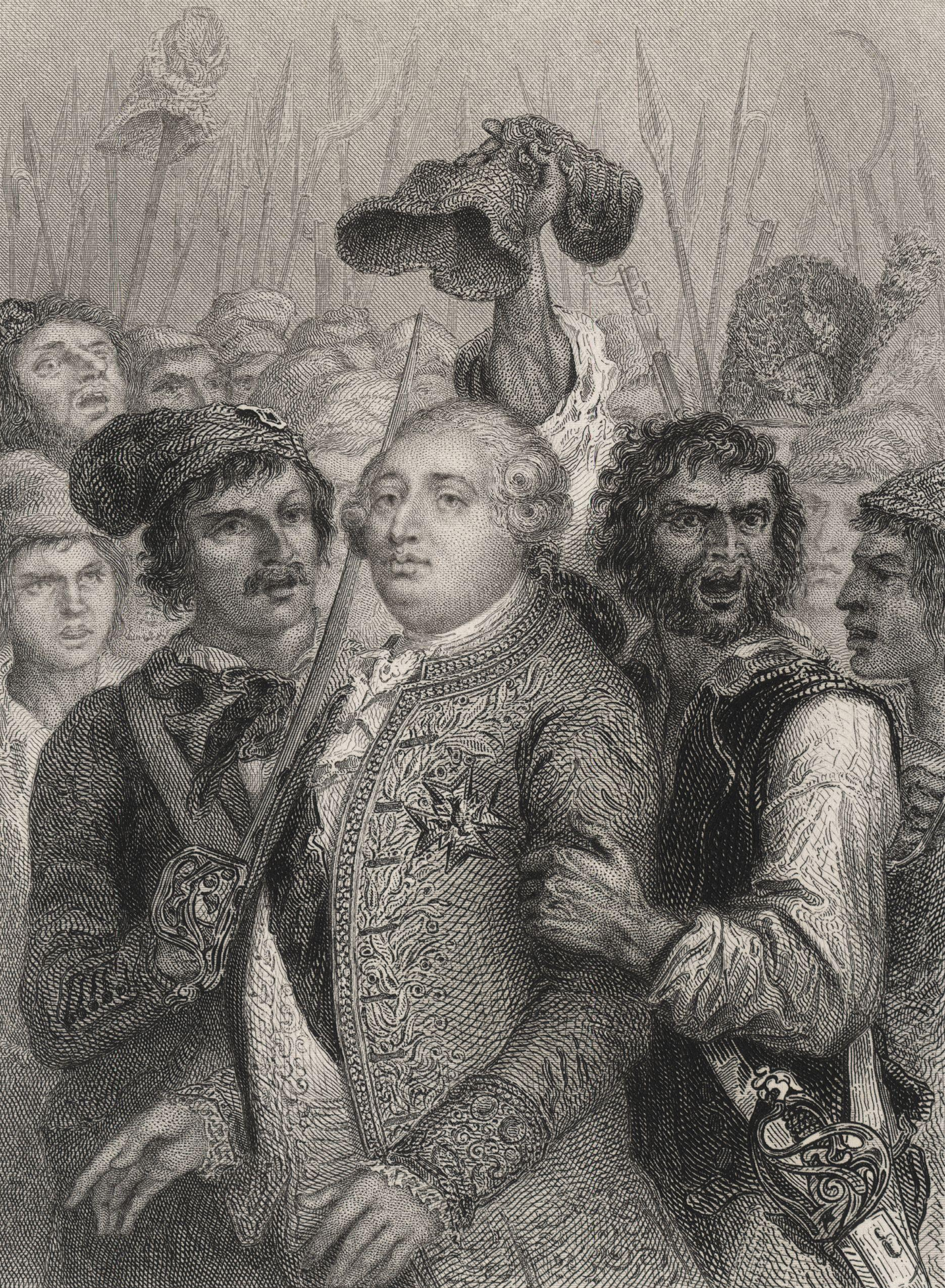
Arrest de Lluís XVI i trasllat a la Maison du Temple.

Una qüestió que es va haver de plantejar la Convenció era el destí de l'exrei. Els girondins es manifestaven partidaris de mantenir-lo empresonat com a ostatge i com a garantia de futur; ara bé, els sectors radicals, és a dir la Comuna de París i la facció de la Muntanya volien l'execució immediata del rei. Com que a molts dels diputats de la Convenció la seva formació com a juristes els impedia acceptar la idea d'executar algú sense judici previ, es va votar que Lluís XVI seria jutjat per la Convenció.
La primera sessió del procés contra Lluís XVI, a qui la Convenció donava el nom de "ciutadà Louis Capet" va tenir lloc l'11 de desembre de 1792; Bertrand Barère de Vieuzac, president de la Convenció Nacional, va llegir l'acta d'acusació preparada per Robert Lindet.
Els onze càrrecs d'acusació foren:
1/ Haver intentat impedir la reunió dels Estats Generals de França, i, doncs, haver atemptat contra la llibertat.
2/ Haver mobilitzat un exèrcit contra els ciutadans de París i no haver-lo allunyat fins després de la Presa de la Bastilla.
3/ No haver complert les seves promeses a l'Assemblea constituent, haver intentat evitar l'abolició del feudalisme i haver deixat trepitjar l'escarapel·la tricolor la qual cosa va provocar els fets dels 5 i 6 d'octubre del 1789.
4/ Haver prestat jurament durant la Festa de la Federació per després passar a intentar corrompre l'Assemblea constituent, en particular per mitjà de Mirabeau.
5/ Haver enganyat l'Assemblea constituent adreçant-li una còpia d'una carta dirigida als representants diplomàtics on es deia que havia acceptat lliurement la Constitució mentre usava els diners del poble per preparar la fugida a Varennes.
6/ L'acord existent entre Leopold II i el rei de Prússia per restaurar la monarquia francesa.
7/ Haver enviat grans sumes al marquès de Bouillé i als emigrats.
8/ Haver pres part en la insurrecció del 10 d'agost del 1792.
9/ Haver ordenat l'acaparament de gra, sucre i cafè.
10/ Haver vetat el decret que preveia la formació d'una companyia de vint mil federats.
11/ Ésser responsable de la càrrega del Camp de Mart el 17 de juliol del 1791.
El 12 de desembre del 1792, la Convenció va nomenar els defensors de Lluís XVI: François Denis Tronchet, Chrétien-Guillaume de Lamoignon de Malesherbes, 
Guy-Jean-Baptiste Target i Raymond de Sèze.
En el seu discurs del 26 de desembre del 1792, Raymond de Sèze va assenyalar que la Convenció, pel fet d'acusar i, alhora, jutjar Lluís XVI es trobava en la situació de ser al mateix temps jutge i part, amb la qual cosa no es garantien els drets processals de l'acusat, qui no gaudiria ni de les garanties de la seva anterior condició de rei ni de les de la seva nova condició de ciutadà.
Dimarts 15 de gener del 1793 va tenir lloc a la Convenció Nacional la votació nominal sobre aquestes dues qüestions, així formulades:
- 1a "És Lluís Capet culpable de conspiració contra la llibertat pública i d'atemptats contra la seguretat general de l'Estat, sí o no?"
- 2a "Cal sotmetre el judici de la Convenció nacional contra Lluís Capet a la ratificació del poble, sí o no?"

Cada departament fou cridat successivament, començant per la lletra G, i els seus diputats pronunciaven el seu vot a la tribuna.

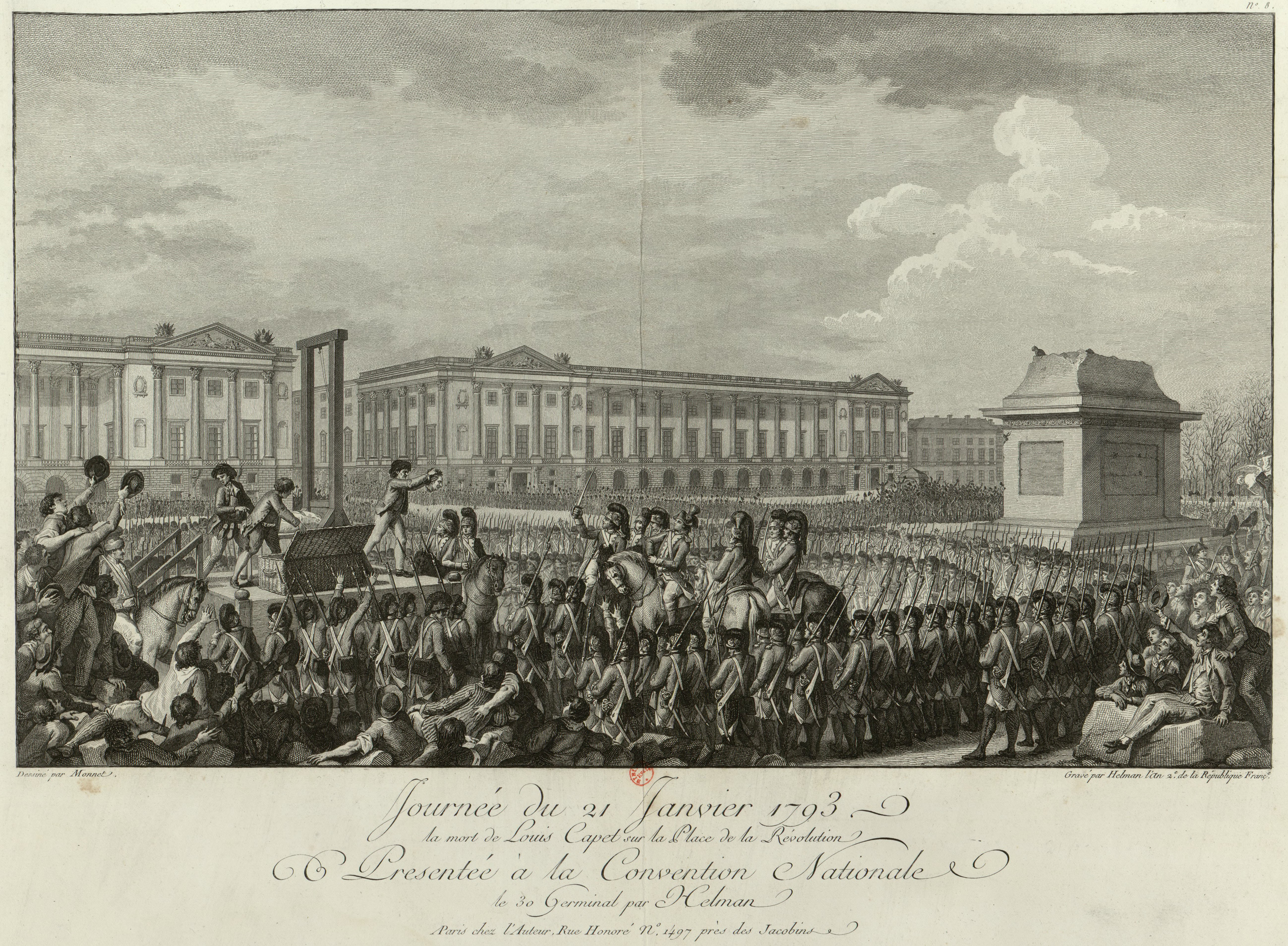
Execució de Lluís XVI a la guillotina

Des de dimecres 16 de gener del 1793 a les sis de la tarda fins dijous 17 de gener a les set del vespre, sense cap interrupció, començant pel departament de l'Haute-Garonne, va tenir lloc la votació nominal sobre la tercera qüestió:
- 3a "Quina pena cal imposar a Lluís?"

Durant la sessió de dissabte 19 de gener del 1793, la Convenció decretà que discutiria immediatament la qüestió de la suspensió de la sentència contra Lluís Capet, i decretà que la qüestió seria així formulada:
- 4a "Cal suspendre l'execució de la sentència de Lluís Capet, sí o no?"

La votació nominal tingué lloc per ordre alfabètic de departament començant pel Gers.
Al final, el rei fou declarat culpable per una majoria de 693 vots contra 28; ara bé, la condemna a mort s'aprovà només per 366 vots contra 334; el recurs de l'apel·lació al poble, proposat pels girondins, fou rebutjat.

## L'Execució
El 20 de gener del 1793, Chrétien Guillaume de Lamoignon de Malesherbes comunicà a Lluís XVI que la Convenció l'havia condemnat a mort. L'execució a la guillotina tingué lloc a París l'endemà, el 21 de gener del 1793 a la Plaça de la Revolució, dita anteriorment Plaça de Lluís XV i, des del 1795, Plaça de la Concòrdia. El seu cos fou enterrat al cementiri de l'església de la Magdalena, ja que la Convenció havia rebutjat enterrar-lo al costat del seu pare a Sens. El lloc on fou enterrat Lluís XVI i, després, el 16 d'octubre de 1793, Maria Antonieta porta avui dia el nom d'avinguda Lluís XVI. Es construí una capella i l'altar de la cripta d'aquesta marca el lloc exacte on fou enterrat.

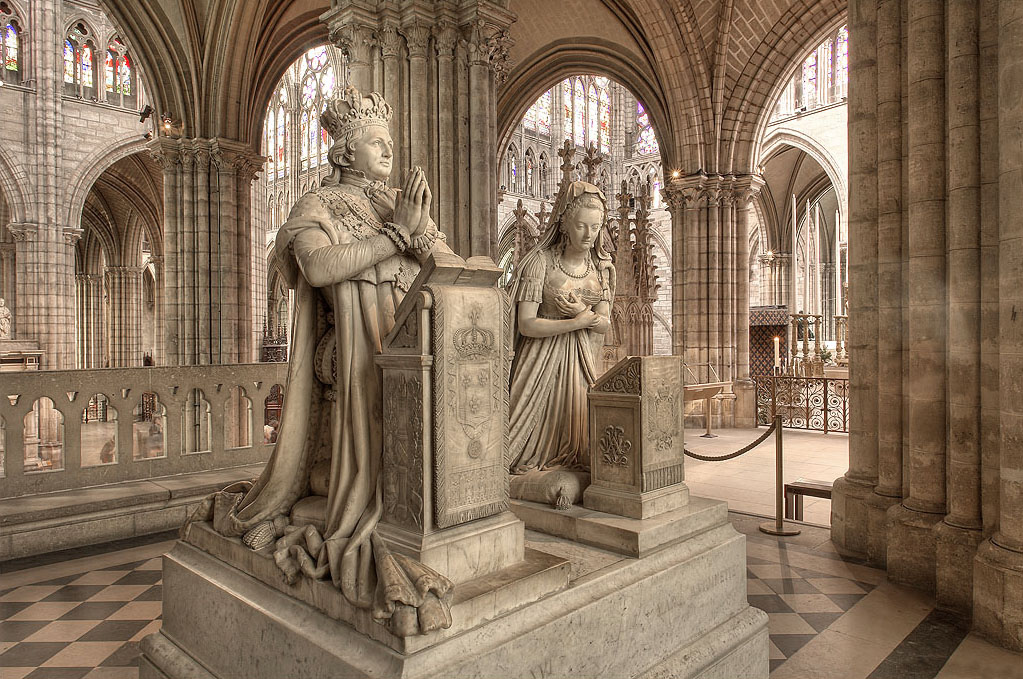
Monument funerari de Lluis XVI i de Maria Antonieta, a la basílica de Saint-Denis.

El 21 de gener de 1815, les restes de Lluís XVI i les de la seva esposa foren traslladades i enterrades a la basílica de Saint-Denis. El 1816, el seu germà Lluís XVIII li feu construir un monument funerari.
Després de l'execució de Lluís XVI, els monàrquics passaren a reconèixer com a rei el seu fill, a qui donaren el nom de Lluís XVII.